# Ducula rufigaster
Pombo-imperial-de-cauda-púrpura ou pombo-imperial-de-barriga-ruiva (Ducula rufigaster) é uma espécie de ave da família Columbidae.
Pode ser encontrada nos seguintes países: Indonésia (Nova Guiné Ocidental) e Papua-Nova Guiné.
Os seus habitats naturais são: florestas subtropicais ou tropicais húmidas de baixa altitude.